# فهرست نویسندگان داستان کوتاه فارسی
فهرستی از همهٔ داستان‌کوتاه‌نویسان فارسی ایرانی و افغانستانی در سبک‌های گوناگون. این فهرست دربرگیرندهٔ نویسندگان ایرانی است که به‌طور ویژه داستان کوتاه نوشته‌اند یا دیگر نویسندگانی که به داستان کوتاه نیز پرداخته‌اند؛ همچنین نویسندگان افغان و ایرانی که به غیر فارسی نوشته‌اند.
((فهرست الفبایی))

## فهرست
نام پررنگ، نام افراد تصویردار است.

### الف
- اخوّت، احمد
- آتش‌پرور، حسین
- اکبرپور، احمد
- الهی، اصغر
- آل‌احمد، جلال
- احمدزاده، حبیب
- اصغری، حسن
- اشرفی، سودابه
- ارسطویی، شیوا
- اشکان‌نژاد، علی
- احمدی، فرشته
- اسدی، کورش
- ایوبی، محمّد
- اعتمادزاده، محمود
- اخوان ثالث، مهدی
- امیرشاهی، مهشید
- اِلیاتی، میترا
- ابراهیمی نادر
- احمدپورشمس، امید
- احمدی خراسانی، نوشین
- اسدی، هوشنگ
- الفتی، علی
- امیری، ناتاشا
- انصاری، رضیه
- آبیار، نرگس

### [۱]ب
- بهرنگی، صمد
- بَراهِنی، رضا
- بیگلدلی، امیررضا
- بسکی، سهیلا
- بنی‌هاشمی، شریفه
- بهار، شمیم
- بی‌نیاز، فتح‌الله
- بهارلو، محمّد
- بیروتی، منیرالدّین
- بهرامی، میهن
- بارسقیان، آراز
- بردبار، فرهاد

### پ
- پزشک‌زاد، ایرج
- پرویزی، رسول
- پیرزاد، زویا
- پارسی‌پور، شهرنوش
- پروین‌روح، شهلا
- پرویز، محسن

### ت
- تختی، بابک
- تقوی فرد،محمد رضا
- توانگر، فرشته
- تینا تهرانی، کاظم
- ترّقی، گلی
- تندروصالح،شاهرخ

### ج
- جعفری، فرهاد
- جمال‌زاده، محمدعلی
- جدیری، سپیده

### چ
- چهل‌تن، امیرحسن
- چوبک، صادق
- چنگیزی، علی

### ح
- حیدری، بهرام
- اسماعیلیون، حامد
- حمزه، حمید
- حکیمی، زهره
- حاجی‌زاده، فرخنهد
- حسینی، محمد
- حسینیان، مریم
- حجازی، آرش

### خ داود خدایی
- خسروی، ابوتراب
- خورشیدفر، امیرحسین
- خسروشاهی، جهانگیر
- خدایی، علی
- خان‌جانی، کیهان
- خردمند، محمدجواد
- خاکسار، نسیم

### د
- دهقان، احمد
- دانشور، رضا
- دانشور، سیمین
- دشتی، علی
- درویشیان، علی‌اشرف
- دولت‌آبادی، محمود

### ر
- راعون، هارون
- رهبر، ابراهیم
- روانی‌پور، منیرو
- ربّی، مهدی
- رادی، اکبر
- ربیعی، محمد

### ز
- زنگی‌آبادی، رضا
- زنوزی جلالی، فیروز
- زال زاده، عباس

### س
- ساری، فرشته
- سناپور، حسین
- ساعدی، غلامحسین
- سردوزامی،اکبر
- سلیمانی، محسن
- سلیمانی، بلقیس
- سرشار، محمدرضا
- ستوده، مرضیه
- سلطان‌زاده، محمدآصف

### ش
- شجاعی، مهدی
- شریف، محسن
- شریفی نعمت‌آباد، محمد
- شیرمحمدی، مرجان
- شفیاتی، منوچهر
- شهدادی، هرمز
- شهسواری، محمدحسن
- شروقی، علی
- شریفیان، روح‌انگیز
- شاملو، سپیده

### ص
- صادقی، بهار
- صادقی، بهرام
- صادقی، لیلا
- صفدری، محمدرضا

### ط
- طاهری، صمد
- طلوعی، محمّد
- طباطبایی، ناهید

### ع
- عبداللهی، اصغر
- عشیری، امیر
- علوی، بزرگ
- عالمی، پوریا
- علّامه‌زاده، رضا
- عباسی، ری‌را
- عبده، سالار
- عباس‌پور، سعید
- عبدی، عبّاس
- عطّاران، علی‌رضا
- علی‌زاده، غزاله
- عموزاده خلیلی، فریدون
- عاشورزاده، هوشنگ
- عزیزی بنی طرف، یوسف
- علیخانی، یوسف

### غ
- غفّارزادگان، داوود
- غریفی، عدنان
- غریب، غلامحسین
- غلامی، احمد

### ف
- فقیری، ابوالقاسم
- فصیح، اسماعیل
- فردی، امیرحسین
- فقیری، امین
- فرسی، بهمن
- فرخ‌زاد، پوران
- فاضل لاریجانی، جواد
- فرامرزی، عبدالرحمان
- فرمانفرمائیان، عبدالعل
- فدایی‌نیا، علی‌مراد
- فرجام، فریده
- مصطفی فلاحیان

### ق
- قاضی‌سعید، پرویز
- قادری، حمیرا
- قیصریه، رضا
- قریب، شاپور
- قنبری، شهیار
- قاضی‌نور، قدسی
- قیصری، مجید
- قاسم‌زاده، محمّد

### ک
- کاظمیه، اسلام
- کلکی، بیژن
- کرم‌یار، صادق
- کرم‌پور، فرزانه
- کشوری، فرهاد
- کشکولی، قاسم
- کوشان، کامشاد
- کوشان، منصور
- کشاورز، محمد
- کاتب، محمدرضا
- کیانوش، محمود
- کاشی‌گر، مدیا
- کوثری، معصومه
- کوشان، منصور
- کبیری، ناهید
- کاراپنتس، هاکوپ
- کیان‌پور، غلامرضا

### گ
- گلستان، ابراهیم
- گلشیری، سیامک
- گلاب‌درّه‌ای، محمود
- گلشیری، هوشنگ
- گُلمکانی، هوشنگ

### ل
- کرمانشاهی، لاری

### م
- محمود، احمد
- مهدویان، ایرج
- مرادی، بهرام
- معتمدیان، بهمن
- مجوّزی، پاکسیما
- مسجدی، پرویز
- مدرسی، تقی
- مدرّس صادقی، جعفر
- محمدقلی‌زاده، جلیل
- میرصادقی، جمال
- مجابی، جواد
- محمودی، حسن
- مرتضائیان آب‌کنار، حسین
- مهکام، حسین
- مستعان، حسین‌قلی
- مصطفوی، خشایار
- مأمون، رزّاق
- میرزادگی، شکوه
- مندنی‌پور، شهریار
- مقانلو، شیوا
- محمودی، صوفیا
- معروفی، عبّاس
- معتضدی، عزیز
- مؤذن،غلامعباس
- مؤذنی، علی
- مولوی، فرشته
- میرعبّاسی، کاوه
- میرقدیری، محبوبه
- مخملباف، محسن
- محمدعلی، محمد
- میرکیانی، محمد
- محمدی، محمدحسین
- مستور، مصطفی
- مرعشی، مهدی
- مزارعی، مهرنوش
- ماهوتی، مهری
- محب‌علی، مهسا
- مشیری، مهشید
- ملاباشی، ابوالقاسم
- منگنه، نورالهدی
- مرادی کرمانی، هوشنگ

### ن
- نجدی، بیژن
- نجفی، حمیدرضا
- نجفی، حسن
- نفیسی، سعید
- نهایی، عطا
- ابراهیمی، نادر
- مؤذن، ناصر
- نبوی، ابراهیم

### و
- وفی، فریبا

### ه
- هوشمندزاده، پیمان
- هدایت، صادق
- هدایت، جهانگیر
- هاشمی، سیدمحمدجواد

### ی
- یزدان‌بُد، امیرحسین
- یزدانجو، پیام
- یونان، رسول
- یاقوتی، منصور
- یادعلی، یعقوب